# Pontiac Grand Safari
Pontiac Grand Safari — полноразмерный универсал, выпускавшийся с 1971 по 1978 год подразделением Pontiac компании General Motors. Радиаторная решётка и отделка салона были позаимствованы у Bonneville и Grand Ville, однако большинство экземпляров имеет деревянные панели на боках и задней двери.

## Первое поколение (1971—1976)
Первое поколение Pontiac Grand Safari было представлено в 1971 году. Отделку салона автомобиль разделял с Grand Ville. Несмотря на то, что корпорация General Motors обозначила автомобили Pontiac Grand Safari как автомобили с кузовом B, Grand Safari и его аналоги производства Buick и Oldsmobile разделяли 127-дюймовую колёсную базу со «старшими» седанами C-body. В отличие от других седанов B-body, универсалы B-body оснащались многолистовыми задними рессорами (вместо винтовых).
В 1974 году Pontiac Grand Safari прошёл рестайлинг. Изменения коснулись радиаторной решётки и фар. Универсалы Grand Safari (и Catalina Safari) 1974—1976 годов являются самыми большими автомобилями Pontiac с колёсной базой 127 дюймов, общей длиной 231,3 дюйма и снаряжённой массой около 5300 фунтов.

Стандартным двигателем является V8 объёмом 400 кубических дюймов. Опционально устанавливался двигатель V8 объёмом 455 кубических дюймов. Двигатели сочетались в паре с трёхступенчатой автоматической трансмиссией TH-400.

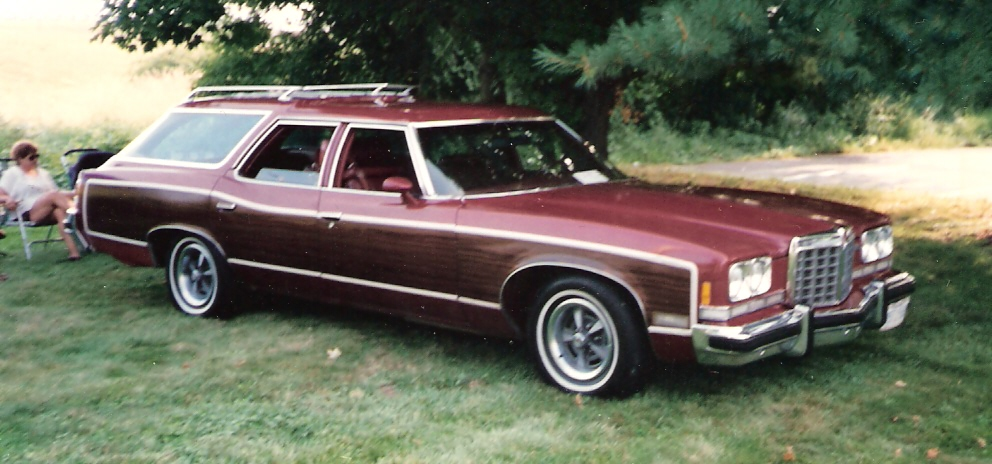
1974 Pontiac Grand Safari
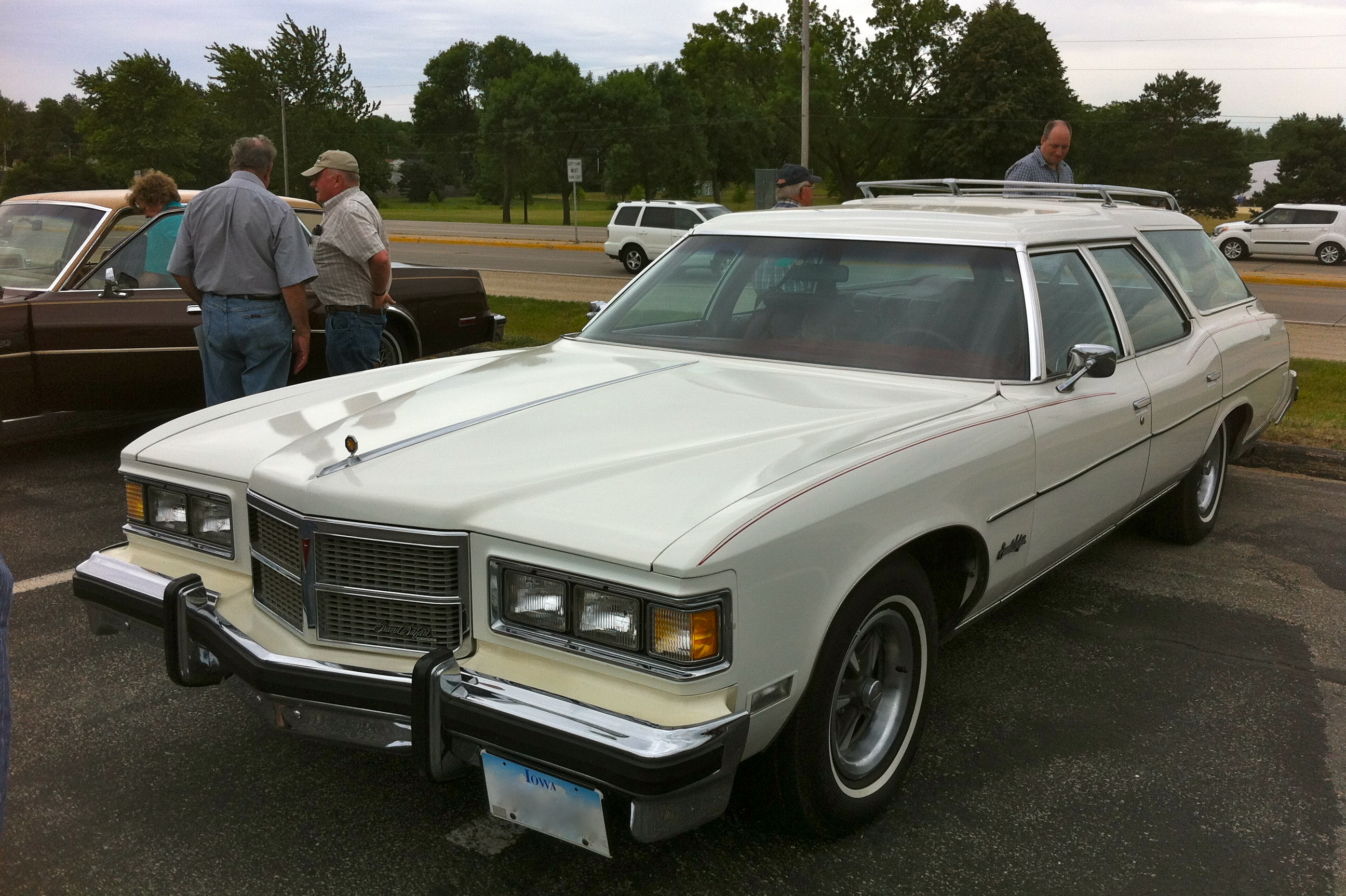
1975 Pontiac Grand Safari
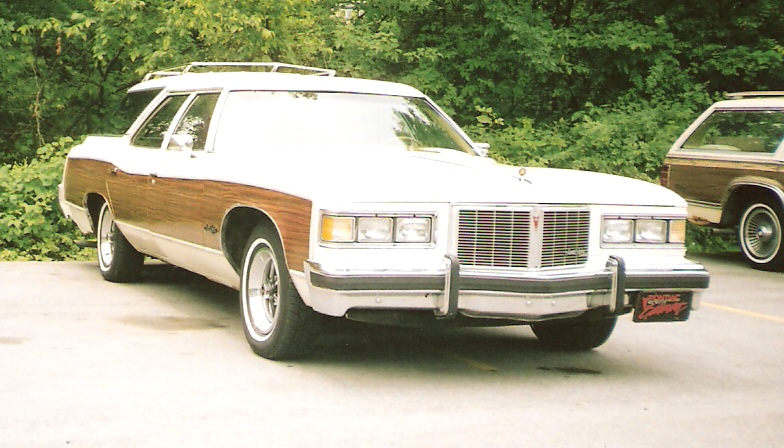
1976 Pontiac Grand Safari

## Второе поколение (1977—1978)
В 1977 году было представлено второе поколение Pontiac Grand Safari. В отличие от предыдущего поколения, автомобили базировались на платформе B-body. Колёсная база была уменьшена со 127 до 115,9 дюймов. Аналогом является Pontiac Bonneville.

В 1979 году Grand Safari был переименован в Bonneville Safari, так как с 1982 по 1986 год под индексом Bonneville выпускались среднеразмерные седаны. Универсалы Pontiac Safari выпускались до 1989 года.

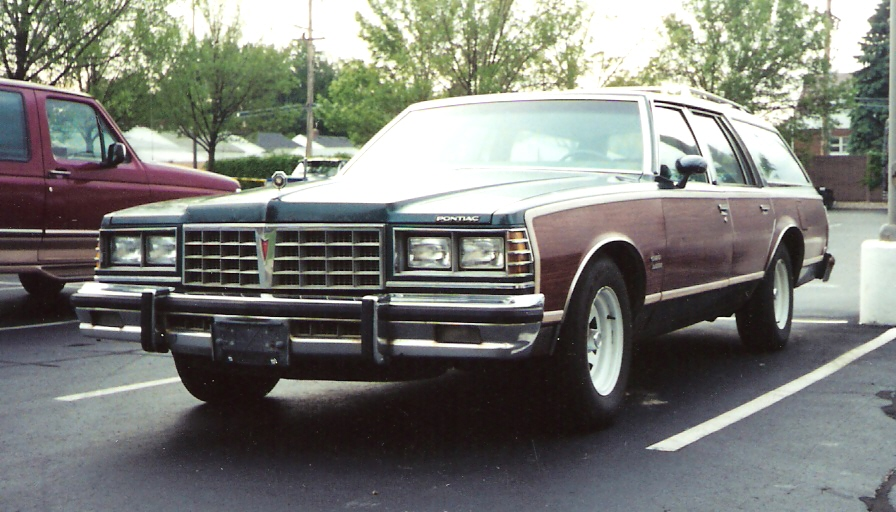
1977 Pontiac Grand Safari
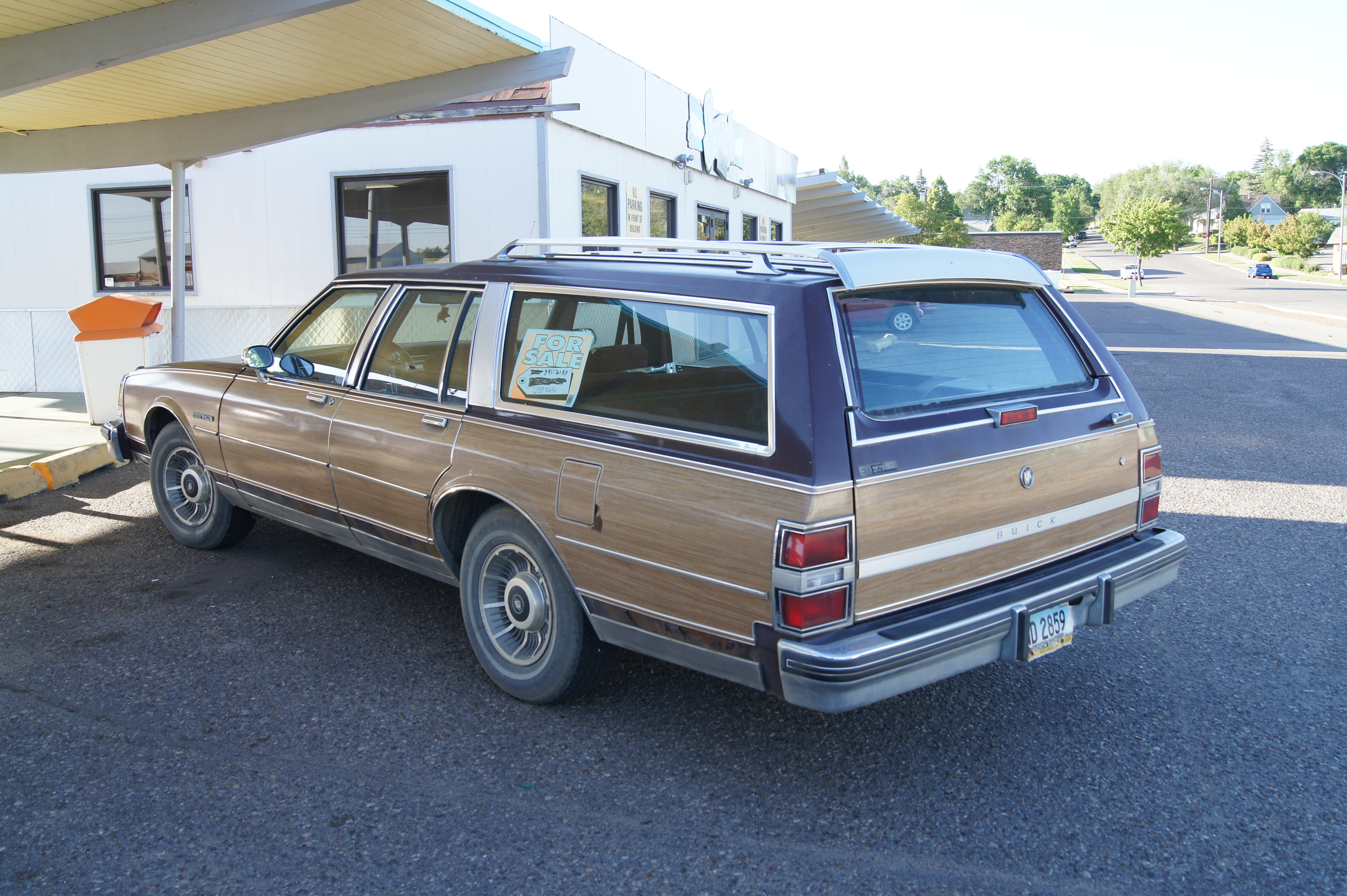
Вид сзади